# 李磐 (1950年)
李磐（1950年—），男，汉族，安徽和县人，中华人民共和国政治人物，中国共产党党员，曾任湖北省政协港澳台侨和外事委员会主任，第十一届全国人民代表大会湖北地区代表。

## 生平
李磐毕业于华中工学院船舶内燃机设计与制造专业。2008年当选第十一届全国人大代表。